# Wałkówkowate
Wałkówkowate (Enidae) – rodzina lądowych ślimaków trzonkoocznych (Stylommatophora) o zróżnicowanych wymaganiach siedliskowych. Ich muszla jest wydłużona, stożkowata lub prawie cylindryczna, wysokości 8–20 mm, z licznymi skrętami i wywiniętym, często zgrubiałym brzegiem otworu. Większość wałkówkowatych występuje w Palearktyce. W Polsce stwierdzono 3 gatunki: wałkówka pospolita, wałkówka górska i wałkówka trójzębna.
W zapisie kopalnym wałkówkowate obecne są od eocenu.
W obrębie rodziny wyróżniono 2 podrodziny:
- Eninae B.B. Woodward, 1903 (1880)
- Buliminusinae Kobelt, 1880

Jednego rodzaju kopalnego nie przypisano do żadnej z podrodzin:
- Palaeomastus H. Nordsieck, 2014 †

Rodzajem typowym rodziny jest Ena.